# 聖馬丁區
6°30′51″S 76°44′29″W / 6.5141°S 76.7413°W
聖馬丁區（西班牙語：Distrito de San Martín），是秘魯的一個區，位於該國中北部聖馬丁大區的埃爾多拉多省，始建於1962年4月6日，面積562.6平方公里，海拔高度420米，2005年人口8,304，人口密度每平方公里15人。